# Espartac Peran
Espartac Peran y Masafrets (Mataró, 15 de marzo de 1972) es un periodista y presentador español de Televisió de Catalunya.

Nacido en Mataró, fue en su ciudad natal donde empezó en el mundo de los medios de comunicación. A los 14 años colaboró en TV Mataró y, a la vez, en Cadena 13. Posteriormente trabajó en Cataluña Cultura y en RAC 1. 
Desde el fin de 2007 hasta el verano de 2009 presentó el concurso Bocamoll. Actualmente presenta, junto con en Xavi Coral, el magazín Divendres. Con este programa, cada semana visita un pueblo diferente de Cataluña. En el 2014 Divendres consiguió el récord de permanencia de un programa por la tarde en la televisión pública catalana. Divendres lleva cinco años de programa en directo y más de 210 poblaciones visitadas.
El 3 de junio de 2010 TV3 retransmitió, por primera vez, "Nit de Patum" un programa presentado por Espartac Peran. En 2011 presentó la Marató de TV3 dedicado a la regeneración y al trasplante de órganos y tejidos, con Xavi Coral. La Marató de ese año consiguió recaudar 8.931.418 euros.
Peran presentó las campanades de fin de año de 2010 con Xavi Coral desde la Torre Agbar de Barcelona, y las de 2013 con Mercè Martínez, actriz que interpreta a Nora en La Riera, desde la plaza del Ayuntamiento de Ripoll.
En 2014 presentó la 48 Cantada de Habaneras de Calella de Palafrugell, en directo por TV3.
En enero de 2016 presentó la cabalgata de reyes desde Mataró, en directo por TV3, con los personajes del Club Super3.